# Composition aux trois figures
Composition aux trois figures est un tableau de Fernand Léger, datant de 1932, conservé au musée national d'Art moderne du centre Georges-Pompidou à Paris.

## Description
Sur un fond jaune vif, le tableau est composé de trois personnages dans sa partie gauche, une échelle et une corde dans sa partie droite, le tout dans des tonalités de gris. Une forme ondulée bleue tachée de blanc, sépare ces deux parties.
C'est une composition faite de formes géométriques simples. Les personnages sont disproportionnés, avec des visages très ovales, de grands yeux et des cheveux stylisés.
L'artiste fait ici le choix d'une composition en grand format dans laquelle il répartit les éléments du tableau en deux groupes afin d'affirmer une « évolution dialectique qui passe obligatoirement par les oppositions toujours très concentrées de deux thèmes antinomiques et nettement formulés ».
Abandonnant les formes industrielles et urbaines, mais encore fortement imprégné de l'esthétique de ces thèmes, Fernand Léger revient dans cette œuvre au sujet humain, mais non pas comme objet d'admiration plastique : « Si un objet, un sujet, est beau, il n'est plus matière première, il est valeur plastique, donc inutilisable ; on n'a plus qu'à regarder et admirer. »